# Szarkowszczyzna (obwód grodzieński)
Szarkowszczyzna (biał. Шаркаўшчына, Szarkauszczyna; ros. Шарковщина, Szarkowszczina) – chutor na Białorusi, w obwodzie grodzieńskim, w rejonie ostrowieckim, w sielsowiecie Michaliszki.

## Historia
Pod zaborami folwark, w II Rzeczypospolitej zaścianek. W XIX i w początkach XX w. położona była w Rosji, w guberni wileńskiej, w powiecie zawilejskim/święciańskim. Po I wojnie światowej pod administracją polską, w Zarządzie Cywilnym Ziem Wschodnich. W latach 1920–1922 w składzie Litwy Środkowej.
Od 11 kwietnia 1922 leżała w Polsce, w województwie wileńskim, w powiecie święciańskim, do 11 kwietnia 1929 w gminie Łyntupy, następnie w gminie Żukojnie.
Po II wojnie światowej w granicach Związku Sowieckiego. Od 1991 w niepodległej Białorusi.